# Emil von Behring
Emil Adolf von Behring (Hansdorf, 1854. március 15. – Marburg, 1917. március 31.) német bakteriológus, immunológus. 1901-ben ő kapta az első fiziológiai és orvostudományi Nobel-díjat a diftéria elleni szérumterápia kidolgozásáért. Mivel ekkoriban a diftéria (torokgyík) egyike volt a vezető halálokoknak, Behringet "a gyermekek megmentőjeként", tetanusz elleni szérumáért pedig "a katonák megmentőjeként" ünnepelték.

## Ifjúsága
Emil Behring 1854. március 15-én született a kelet-poroszországi Hansdorf községben (ma Ławice, Lengyelország), August és Auguste Behring első gyermekeként. Apja falusi tanító volt, akinek első házasságából már volt négy gyereke, és Emil születése után még született nyolc. A tehetséges Emil a helyi lelkész támogatásával bekerült a hohensteini gimnáziumba, de teológiai érdeklődése egy katonaorvos barátjának hatására az orvostudomány felé fordult. A Berlini Egyetemen kezdett orvosnak tanulni, majd miután a család nem tudta fizetni a tanulás költségeit, 1874-ben ösztöndíjjal bekerült a katonaorvosokat képző Frigyes Vilmos Királyi Orvosi és Sebészeti Intézetbe. Diplomájának megszerzése után Wohlau és Posen helyőrségeinél szolgált, ahol a fertőző betegségekkel kapcsolatos kutatásokat is végzett. 1881-1883 közötti kísérleteivel megállapította, hogy a jodoform nem öli meg a baktériumokat, csak toxinjaikat semlegesíti. A parancsnokság ezután az ekkor már századosi rangban szolgáló Behringet a Bonni Egyetem gyógyszerészeti intézetébe küldte továbbképzésre. 1888-ban visszarendelték Berlinbe, hogy a bakteriológia egyik megalapítója, Robert Koch munkatársaként dolgozzon a Közegészségügyi Intézetben.

## A szérumterápia kifejlesztése
Behring munkája a diftéria és a tetanusz gyógyítására irányult, olyan szérumot igyekezett kifejleszteni, amely hatástalanítani tudja a betegségek kórokozóit. A diftéria esetében Paul Ehrlich, a tetanusznál a japán Kitaszato Sibaszaburó volt a munkatársa.
A kutatók patkányokba, tengerimalacokba és nyulakba injekciózták a fertőtlenítőszerekkel legyengített kórokozókat, majd miután azokban kialakultak az ellenanyagok (amelyek létezéséről Behring és kollégái nem tudtak), a vérükből készített szérumot virulens baktériumokkal megfertőzött állatoknak adták be. A módszer sikeresnek bizonyult, a már fertőzött állatoknál meg tudták állítani a betegség előrehaladtát.
Az állatkísérleteket 1890-ben fejezték be, a következő évben pedig elkezdték a klinikai vizsgálatokat. Abban az időben csak Németországban évente 50 ezer gyerek halt bele a torokgyíkba. Az első években Behring széruma nem volt elég hatásos, nem volt elég koncentrált ahhoz, hogy teljes felgyógyulást érjen el a betegeknél. Csak miután Paul Ehrlich kifejlesztette a szérum antitoxin-tartalmának pontos mérését, tudta Behring pontosan standardizálni termékét. A két orvos közösen állt neki a diftériaellenes szérum nagy mennyiségben történő előállításához, amihez ekkor már nagyobb állatokat, birkákat és lovakat használtak. Kezdeti barátságuk a későbbiekben az anyagi viták miatt kihűlt (Ehrlich úgy vélte, hogy a közös munkájuk után járó jövedelemből Behring kisemmizte őt), sőt ellenségeskedésbe ment át és később sem voltak hajlandóak kibékülni egymással. 1914-ben, mindkettejük 60. születésnapján (Behring egy nappal Ehrlich előtt született) egy berlini újság közös fényképet jelentett meg róluk, amiről utólag kimutatták, hogy fotómontázs.
1892-ben Behring megegyezett a Frankfurt am Main-i székhelyű Hoechst gyógyszergyárral az antitoxin ipari méretű előállítására. A forgalmazást 1894-ben kezdték meg és a kezdeti kritikus hangok hamarosan elhallgattak a terápia sikerei láttán.

## Egyetemi pályafutása

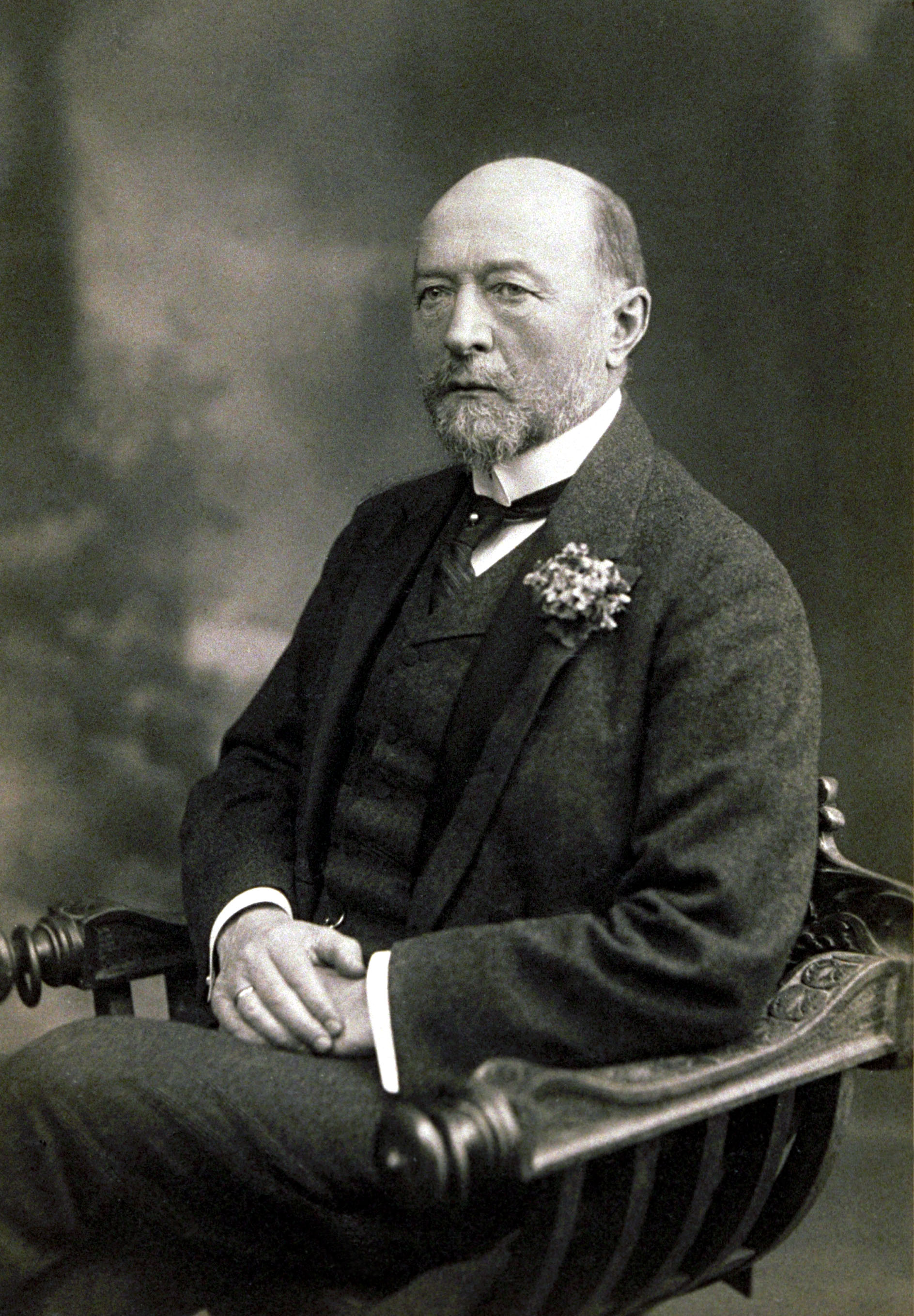
Emil von Behring idős korában

A sikeres bakteriológust a porosz oktatási és kultuszminisztérium egyik vezető munkatársa, Friedrich Althoff rábeszélte, hogy pályafutását az oktatásban folytassa és (egy rövid intermezzót követően a Halle-Wittenbergi Egyetemen) a Marburgi Egyetemen megkapta a megüresedett közegészségügyi professzori katedrát. Az egyetem ugyan jobban szeretett volna olyan tanárt aki a terület egészét képviseli, de Altmann nyomására véglegesítették Behring állását és egyben kinevezték az egyetem közegészségügyi intézetének igazgatójává is. Behring két részre osztotta az intézetet, létrehozott egy oktatási részleget és egy kísérletes terápiás kutatási osztályt. Pályája hátralevő részében, egészen 1916-os visszavonulásáig az egyetem tanára és az intézet igazgatója maradt.
1901-ben a Nobel-díj Bizottság Emil von Behringnek ítélte az akkor első alkalommal kiosztott fiziológiai és orvostudományi Nobel-díjat "a szérumterápiával végzett munkájáért, különös tekintettel annak diftéria elleni felhasználására, amivel új utat nyitott az orvostudomány területén és új, győzedelmes fegyvert helyezett az orvosok kezébe a betegség és halál ellen". Ebben az évben II. Vilmos császártól nemesi rangot, két évvel később pedig tényleges titkos tanácsosi címet kapott.
Behring széruma csak rövid ideig védett a fertőzéssel szemben, mert az antitoxin hamar lebomlott. 1901-ben elkezdte a diftéria elleni védőoltás kifejlesztését, amiben legyengített toxint injekciózott a szervezetbe, ami kiváltotta az antitestek képződését. Hosszas kísérletezés után 1913-ban kezdte meg forgalmazni vakcináját, amely a diftériatoxin és a szérum-antitoxin keverékét tartalmazta és a klinikai gyakorlatban hatékonynak bizonyult. Emellett sok éven keresztül dolgozott egy tuberkulózis elleni szérum, majd védőoltás kifejlesztésén is, de csak mérsékelt sikereket ért el, és az első világháború kitörésekor leállította ezt a munkáját. 1914-ben megalapította saját cégét, a Behringwerkét, amely az általa kifejlesztett szérumok és vakcinák előállítását végezte.

## A tetanusz-vakcina
Behring 1891-re kifejlesztette a tetanusz elleni szérumot is, amely azonban csak alig került be a humán gyógyászatba; viszont a mezőgazdasági minisztérium nagy mennyiségben termeltette a haszonállatok megóvására. Az első világháború kitörése után a hadsereg támogatásával elkezdődött klinikai kipróbálása is, először csak kis csoportokban. Eleinte sok probléma lépett fel, a terápia sok esetben eredménytelennek bizonyult, de 1914 decemberében Behring is bekapcsolódott a tesztelésbe és 1915 áprilisára kiküszöbölték az alacsony dózis és a hiányos utánpótlás okozta gondokat és a tetanusz okozta halálozás drámaian lecsökkent. Behringet "a német katonák megmentőjeként" üdvözölték és Vaskereszttel tüntették ki.

## Családja

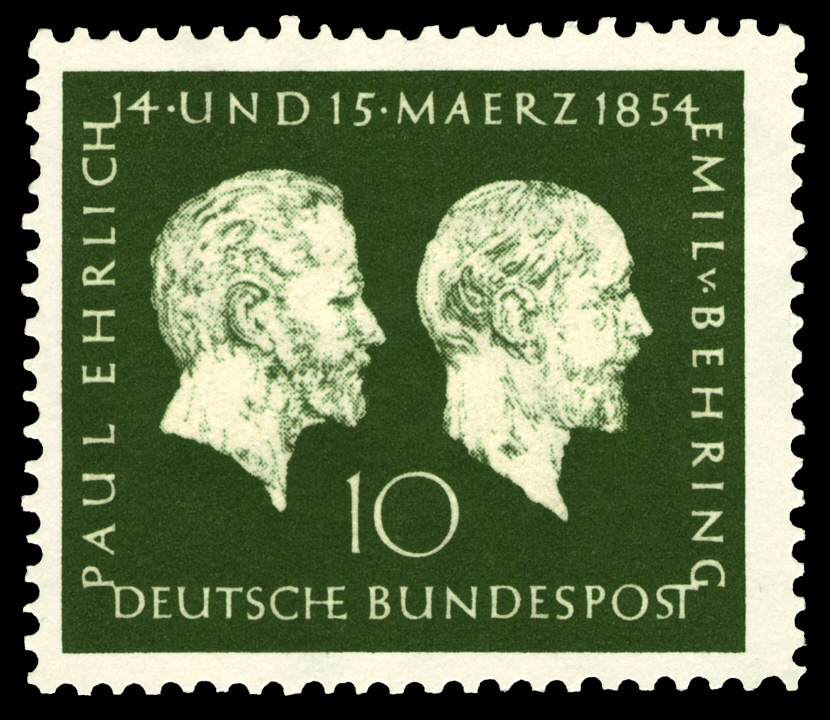
Emil von Behring és Paul Ehrlich születésének 100. évfordulójára kiadott német bélyeg

Katonaorvosként Behringnek nem volt akkora jövedelme, hogy családalapításra gondolhasson. Csak 1896-ban, 38 évesen vette feleségül a 20 éves Else Spinolát, a berlini egyetemi kórház aligazgatójának lányát. Három hónapos mézesheteiket Caprin töltötték. Összesen hat fiuk született, akiknek a mikrobiológus kollégák lettek a keresztszülei. Első fiának, Fritznek Friedrich Loeffler és a Erich Wernicke voltak a keresztapja; az ötödiknek, Emilnek pedig az orosz Ilja Mecsnyikov és Pasteur munkatársa, Émile Roux.
Behring idejének nagy részét a munkájának szentelte és családja körében csak keveset tudott tartózkodni. A munkára való erős összpontosítás miatt testi és lelki betegségek tünetei jelentkeztek nála és 1907 és 1910 között többször szanatóriumba kellett vonulnia.
Emil von Behring 1917. március 31-én halt meg Marburgban, 63 éves korában.

## Kitüntetései
- 1895 Griffrend
- 1895 A Francia Becsületrend tisztje
- 1896 Koronarend II. osztály
- 1901 Fiziológiai és orvostudományi Nobel-díj
- 1912 Vörös Sas-rend II. osztály
- 1915 Vaskereszt fehér szalaggal
- 1916 a Koronarend II. osztályának csillaga

Róla nevezték el a Von Behring krátert a Holdon, a (65685) Behring aszteroidát, a Marburgi Egyetem Emil von Behring-díját, valamint számos németországi iskolát és utcát.